# Аров, Дамир Зямович
Дами́р Зя́мович А́ров (род. 29 июня 1934, Киев) — советский и украинский математик, доктор физико-математических наук, профессор.

## Биография
Родился в Киеве в семье учителя математики Зямы Ефимовича Арова (1906—1953), чья семья была среди первопоселенцев еврейской земледельческой колонии Большая Сейдеменуха, и учителя истории Берты Калмановны (Климентьевны) Рускол, выпускников рабфака в Одессе и еврейского факультета Одесского педагогического института. Семья матери происходила из еврейской земледельческой колонии Нагартав, где её отец Калман Рускол после установления советской власти возглавил деревенский Комнезамож (комитет незаможных селян). С 1936 года семья жила в Одессе, где до 1937 года мать работала директором еврейской школы. Отец, проработав недолгое время учителем математики, окончил танковое училище; во время Великой Отечественной войны в звании старшего лейтенанта служил командиром роты управления, а семья находилась в эвакуации в Алма-Ате. В 1944 году после освобождения города семья вернулась в Одессу, где его отец, демобилизованный инвалидом после тяжёлого ранения, занимался ремонтом примусов, а мать была парторгом промартели. 
В 1952 году Дамир Аров окончил среднюю школу № 107 и поступил на математическое отделение физико-математического факультета Одесского государственного университета, который он окончил в 1957 году с дипломом с отличием.. Дипломная работа  по теории энтропии, выполненная под руководством доцента А. А. Боброва, была отмечена А. Н. Колмогоровым. В аспирантуру  оставлен не был и до 1959 года работал учителем математики в вечерней школе рабочей молодёжи Овидиополя.
В 1959 году поступил в аспирантуру к профессору В. П. Потапову на кафедру математики Одесского педагогического института. В 1964 году выполнил и защитил диссертацию «Некоторые вопросы метрической теории динамических систем» на соискание учёной степени кандидата физико-математических наук (руководитель — В. П. Потапов) и был оставлен преподавать на кафедре математики Одесского педагогического института имени К. Д. Ушинского. . В это же время посещал семинары М. Г. Крейна. В 1986 году в Институте математики Академии Наук УССР защитил диссертацию на соискание ученой степени доктора физико-математических наук. В 1989 году ему присвоено ученое звание профессора. 
В 1987—1989 и в 2003—2004 годах заведовал кафедрой математического анализа, в 1990—1995 годах — кафедрой прикладной математики и информатики, которая была им основана, в 2008—2018 годах работал профессором этой кафедры.

## Научная деятельность
Основные научные интересы — метрическая теория динамических систем, теория вероятностей, теория рассеяния, теория случайных стационарных процессов, теория операторов в гильбертовом пространстве, теория пассивных систем, теория J-сжимающих матриц-функций и её приложения, общая теория линейных стационарных систем. В дипломной работе (1956—1957) было введено понятие эпсилон-энтропии динамической системы. Эта работа была отмечена А. А. Колмогоровым и получила развитие через 60 лет в работах В. М. Гуревича. В 1960 году Д. Аровым были выполнены две совместные работы по теории вероятностей с научным руководителем его дипломной работы А. А. Бобровым («О крайних членах вариационного ряда», «По теории случайных потоков»). 
В совместных с В. М. Адамяном и М. Г. Крейном работах 1968—1978 годов была развита теория бесконечных ганкелевых и блочно-ганкелевых матриц (ААК-теория, теорема Адамяна — Арова — Крейна) и её приложение к задачам аппроксимации функций, что привело к разработке Н-∞-оптимального контроля в теории управления. Среди других научных работ — исследования теории линейных стационарных пассивных динамических систем с потерями, подытоженные в его докторской диссертации «Линейные стационарные системы с потерями» (1985); изучение классов регулярных g-образующих и J-внутренних матриц-функций, дающих описание решений вполне неопределенных матричных задач Нехари и обобщённых бикасательных задач Шура — Невалинны — Пика, в совместных с М. Г. Крейном работах вычислил энтропию решений этих задач (1981—1983).
В 1992—2019 годах был приглашённым профессором в институте имени Вейцмана (Израиль). В результате работы в соавторстве с профессором этого института Харри Димом были выпущены три монографии и серия статей по теории J-сжимающих матриц-функций и пространств де Бранжа и их приложений. В 2003—2018 годах — приглашённый профессор в Академии Або (Турку), в соавторстве с Олофом Стаффансом был опубликован ряд статей по теории пассивных систем в новом направлении, названном авторами «системы состояние-сигнал». Почётный доктор Академии Або (2011).
Среди учеников Д. З. Арова — Лидия Симакова, Д. С. Калюжный-Вербовецкий, М. А. Нудельман, Л. З. Гроссман, М. Б. Беккер, Дерк Пик (Нидерланды), О. Ниц, Н. Бондарчук, Н. А. Роженко, С. М. Сапрыкин, З. Д. Арова.
Награждён премией имени М. Г. Крейна Национальной Академии Наук Украины (2017).

## Семья
- Жена — Наталья Гершоновна Гринберг, технолог.
  - Дочь — кандидат физико-математических наук (2003)[10] Зоя Дамировна Арова (род. 1966), математик и поэтесса, автор песен (Ришон-ле-Цион)[11], доцент кафедры высшей математики Одесской национальной академии пищевых технологий[12].

## Публикации

### Монографии
- Damir Z. Arov, Harry Dym[англ.]. J-contractive Matrix Valued Functions and Related Topics. Cambridge University Press, 2008. — 588 p.
- Damir Z. Arov, Harry Dym. Bitangential Direct and Inverse Problems for Systems of Integral and Differential Equations. Cambridge University Press, 2012. — 472 p.
- Damir Z. Arov, Harry Dym. Multivariate Prediction, de Branges Spaces, and Related Extension and Inverse Problems. Birkhäuser, 2018. — 384 p.
- Damir Z. Arov, Olof J. Staffans. Linear State/Signal Systems. Cambridge University Press, 2022. — 1080 p.

### Сборники
- Operator Theory, Function Spaces, And Applications: International Workshop On Operator Theory And Applications. Birkhäuser, 2016. — «The volume presents papers dedicated to the eightieth birthday of Damir Arov and to the sixty-fifth birthday of Leiba Rodman, both leading figures in the area of operator theory and its applications, in particular, to systems theory»

### Статьи
- О граничных значениях сходящейся последовательности мероморфных матриц-функций / Д. З. Аров // Математические заметки. — 1979. — Т. 25, вып. 3. — С. 335—339.
- Теорема Каратеодори для матриц-функций, максимальный скачок спектральных функций в проблемах продолжения / Д. З. Аров // Математические заметки. — 1990. — Т. 48, вып. 3. — С. 3—11.
- Условия подобия минимальных пассивных систем рассеяния с заданной матрицей рассеяния / Д. З. Аров // Функциональный анализ и его приложения. — 2000. — Т. 34, вып. 4. — С. 71—74.
- Матрица рассеяния и импеданс канонической дифференциальной системы с диссипативным краевым условием, в котором коэффициент является рациональной матрицей-функцией от спектрального параметра / Д. З. Аров // Алгебра и анализ. — 2001. — Т. 13, вып. 4. — С. 26—53.
- К истории возникновения понятия ε-энтропии автоморфизма  пространства Лебега и понятия (ε,T)-энтропии динамической системы с непрерывным временем / Д. З. Аров // Записки научных семинаров ПОМИ. — 2015. — Т. 436. — С. 76—100.